# Parpi
Parpi – wieś w Armenii, w prowincji Aragacotn. W 2011 roku liczyła 1970 mieszkańców.